# مستنمر
في العديد من الفلكور والفنتازيا وخاصةً في لعبة تقمص الأدوار السجون والتنانين الخيالية ، المستنمر (بالإنجليزية: weretiger)‏ هو نوع من الاستذئاب حيث يتحول الشخص إلى نمر. 

## التاريخ
ظهر المستنمر لأول مرة في مجموعة «المربع الأبيض» الأصلي (1974).